# Stevnsgade Basketball
Il Stevnsgade Basketball è una società cestistica avente sede a Copenaghen, in Danimarca. Fondata nel 1958, gioca nel campionato danese.

## Palmarès
- Campionato danese: 3

1979, 1980, 1995
- Coppa di Danimarca: 4

1980, 1987, 1993, 1994